# Nona crociata
La nona crociata è solitamente considerata l'ultima crociata medievale ad essere stata condotta contro i musulmani in Terra santa. Per molti storici non si tratta di una crociata a sé stante, ma della continuazione della precedente.
Edoardo I d'Inghilterra giunse a Tunisi troppo tardi e non riuscì dunque a soccorrere Luigi IX di Francia morto mesi prima; tuttavia, insieme al fratello di quest'ultimo, Carlo d'Angiò re di Sicilia, proseguì verso Acri, capitale di quel che restava del Regno di Gerusalemme. I due giunsero a destinazione nel 1271, proprio mentre il sultano mamelucco Baybars stava ponendo sotto assedio Tripoli del Libano, l'ultimo territorio rimasto della contea di Tripoli. Tre anni prima, nel 1268, Baybars aveva conquistato Antiochia, ultimo possedimento del principato d'Antiochia e, dopo aver costruito la prima flotta mamelucca, proprio nel 1271 era sbarcato a Cipro, mettendo sotto assedio Ugo III di Cipro (formalmente re di Gerusalemme). La sua flotta venne tuttavia distrutta.
Edoardo, in realtà, fece ben poco: si limitò infatti a negoziare una tregua di undici anni tra Ugo (appoggiato dai cavalieri della famiglia Ibelin di Cipro) e Baybars, sebbene questi avesse inizialmente tentato di assassinarlo inviandogli alcuni suoi uomini con la scusa di voler ricevere il battesimo cristiano. Viene, inoltre, negoziato il libero accesso dei pellegrini a Gerusalemme. Edoardo tornò in Inghilterra nell'anno seguente (1272) per essere incoronato re dopo la morte del padre Enrico III.
Durante la crociata, Edoardo fu accompagnato da Teobaldo Visconti, destinato a diventare papa nel 1271 con il nome di Gregorio X. Lo stesso Gregorio proclamò una nuova crociata (sarebbe stata la decima) durante il concilio di Lione nel 1274, ma il suo appello rimase inascoltato.

## Conseguenze
Carlo d'Angiò, tuttavia, tentò di approfittare della disputa tra Ugo III, i Cavalieri templari e i Veneziani nel tentativo di prendere il controllo di Acri. Dopo aver acquistato i diritti di Maria d'Antiochia al trono di Gerusalemme, attaccò Ugo III, nominalmente ancora re di Gerusalemme. Fu così che nel 1277 Ugo da San Severino prese Acri per conto di Carlo.
Successivamente, Venezia invocò una nuova crociata contro Costantinopoli (dopo quella del 1203-1204), dove Michele VIII Paleologo aveva da poco ristabilito l'autorità dell'impero bizantino. Nel 1281 il papa Martino IV diede la sua approvazione a tale impresa: i francesi di Carlo sbarcarono a Durazzo e da lì proseguirono per terra, mentre i Veneziani scelsero la strada del mare. Tuttavia, dopo i Vespri siciliani del 31 marzo 1282, Carlo si vide costretto a rientrare. Questa, comunque, fu l'ultima spedizione intrapresa contro Bizantini o musulmani in Oriente.
Il papa Martino IV che nel gennaio 1283 aveva reiterato la scomunica a Pietro III di Aragona e di Sicilia, il 2 giugno 1284, da Orvieto, indisse una vera e propria crociata contro il regno di Trinacria, avendo convinto Filippo III di Francia, dopo lunga trattativa, a prenderne il comando. Il 5 giugno 1284, però, l'ammiraglio Ruggero di Lauria sconfisse la flotta angioina. La crociata contro gli aragonesi si concluderà con un disastro, in cui lo stesso Filippo III troverà la morte a Perpignan, il 5 ottobre 1285.
Nel 1291, quando alcuni cristiani attaccarono una carovana siriana provocando la morte di 19 mercanti musulmani, il sultano mamelucco Khalīl (al-Malik al-Ashraf) richiese un risarcimento per questo incidente. Visto che le sue richieste rimasero inascoltate, il Sultano decise di porre sotto assedio Acri, ultimo avamposto crociato in Terra Santa, lo stesso anno. La città cadde dopo 43 giorni di resistenza. Dopo il massacro di 60000 prigionieri, Khalīl continuò nella sua conquista della Palestina, cancellando qualsiasi traccia del dominio crociato.